# Чешниці (Севниця)
Чешнице (словен. Češnjice) — поселення в общині Севниця, Споднєпосавський регіон, Словенія. Висота над рівнем моря: 420,7 м.